# Шел Појнт (Јужна Каролина)
Шел Појнт (енгл. Shell Point) насељено је место без административног статуса у америчкој савезној држави Јужна Каролина.

## Демографија
По попису из 2010. године број становника је 2.336, што је 520 (-18,2%) становника мање него 2000. године.
| Група             | 2000.         | 2010.         |
| Белци             | 2.158 (75,6%) | 1.605 (68,7%) |
| Афроамериканци    | 461 (16,1%)   | 423 (18,1%)   |
| Азијати           | 46 (1,6%)     | 49 (2,1%)     |
| Хиспаноамериканци | 142 (5,0%)    | 196 (8,4%)    |
| Укупно            | 2.856         | 2.336         |